# 벤첼 안톤 폰 카우니츠리트베르크 후작
벤첼 안톤 폰 카우니츠리트베르크(독일어: Wenzel Anton Graf von Kaunitz-Rietberg, 체코어: Václav Antonín hrabě Kounic-Rietberg, 1711년 2월 2일 - 1794년 6월 27일)는 오스트리아 합스부르크 제국의 정치가이다.

## 생애
모라비아에 이주한 독일계 보헤미아 귀족인 제3대 카우니츠 백작 막시밀리안 울리히(1679년 - 1746년)의 19명의 아들 중 하나로 비엔나에서 태어났다.
1748년, 엑스라샤펠 (아헨) 평화 회의에서 두각을 나타낸다.
1750년에서 1752년 사이, 주 프랑스 대사가 되어 파리에서의 인맥을 쌓았다. 1753년에 비엔나로 돌아와 1792년까지 재상을 맡아 마리아 테레지아와 요제프 2세까지 2대를 섬겼다.
1756년에 〈베르사유 조약〉을 맺고 프랑스를 아군으로 끌어 들여 프로이센을 고립시키는 이른바 ‘외교 혁명’을 실현시켰다. 7년 전쟁에서 프로이센으로부터 슐레지엔을 탈환하지는 못했지만, 그 결과 합스부르크 왕가와 프랑스의 부르봉 왕가와의 오랜 갈등이 완화되면서 1770년에 마리 앙투아네트를 프랑스 왕가로 출가시키기에 이르렀다.
당초 프랑스 정부는 마리 앙투아네트를 수용하는 일에 소극적이었다. 7년 전쟁에서 영국과의 식민지 전쟁에 완패한 프랑스는 패인이 합스부르크 왕가와의 동맹에 있었기 때문이라고 생각했기 때문이다. 이에 대해 프랑스 주재 대사의 노력과 신진 국가로 부상하고 있는 프로이센에 대항할 의도였던 카우니츠의 대 영국 불신이 겹쳐서 실현되었다.
제1차 폴란드 분할 시에는 요제프 2세와 함께 찬성하여 마리아 테레지아의 반대를 무릅쓰고 참가했다. 국내에서는 국가 교회의 설립과 계몽적인 개혁을 실행했다.
1792년 레오폴트 2세가 사망하고 프란츠 2세가 즉위하면서 공무직을 사직하고 은퇴했다. 2년 후, 비엔나에서 사망했다.